# Moritz Schlick
Moritz Schlick (n. 14 aprilie 1882, Berlin - d. 22 iunie 1936, Viena) a fost un filozof german și unul din fondatorii Cercului de la Viena și al pozitivismului logic. A murit asasinat de un student.

## Activitatea
Schlick a studiat fizica la Berlin cu Max Planck și a susținut în 1904 o teză asupra reflexiei luminii. S-a orientat în continuare către filozofie și avea să predea la Universitatea din Rostock și din Kiel. În 1922 a fost numit la catedra de filozofie a științelor inductive.
Școala neopozitivistă a izvorât dintr-un seminar al lui Schlick și s-a manifestat în public din 1929 sub denumirea de „Cercul de la Viena” prin publicarea broșurii-program Wissenschaftliche Weltauffassung (Concepția științifică a lumii). Joseph Petzoldt (1862-1929) trecuse la scoală direcția revistei. Primele concluzii s-au făcut cunoscute în Allgemeine Erkenntnislehre (Teoria generală a cunoașterii), lucrare publicată în 1918 unde el abordează succesiv câteva chestiuni importante.
Mai întâi a abordat chestiunea esenței cunoașterii, precizând ceea ce cunoașterea nu este. Astfel ea nu este „intuiție”, sum-ul lui Descartes este un simplu fapt (nu o cunoștință). Prin urmare, el tratează chestiunea gândirii ca problemă; fie problema coerenței cunoștințelor, fie problema definiției judecăților analitice ca fiind întotdeauna contrare judecăților sintetice a căror valoare de adevăr se bazează pe experiență și care sunt întotdeauna a posteriori, fie problema existenței judecăților sintetice a priori atât de manifeste pentru Kant și care se traduc pentru Schlick în problema existenței unei cunoașteri a priori de obiecte reale și aparținând problemelor realității, fie problema relației psihologicului cu logicul (care este o problemă husserliană) dar pe care Schlick o rezolvă.
Nesatisfăcut de epistemologia neokantiană și nici de fenomenologia husserliană, Schlick a fondat o epistemologie riguroasă accentuând analizele lui Ernst Mach, Helmholtz si Henri Poincaré.